# Fengdu, Fujian
Fengdu (kinesiska: 凤都) är en köping i sydöstra Kina. Den ligger i Gutian härad i staden Ningde i provinsen Fujian, omkring 89 kilometer nordväst om provinshuvudstaden Fuzhou. Antalet invånare är 15 376. Befolkningen består av 7 199 kvinnor och 8 177 män. Barn under 15 år utgör 14,0 %, vuxna 15-64 år 74 %, och äldre över 65 år 11,0 %.